# Cryphia strobinoi
Cryphia strobinoi là một loài bướm đêm trong họ Noctuidae.